# BMW M6
La sigla M6 identifica le versioni sportive della BMW Serie 6. La lettera M, bordata di rosso, blu e azzurro, è il nome della divisione sportiva BMW M (una volta nota come Motorsport).
Le M6 hanno seguito le evoluzioni della serie 6, dalla E24 alle recenti F12 e F13.

## Le origini: la M635 CSi e la M6 americana

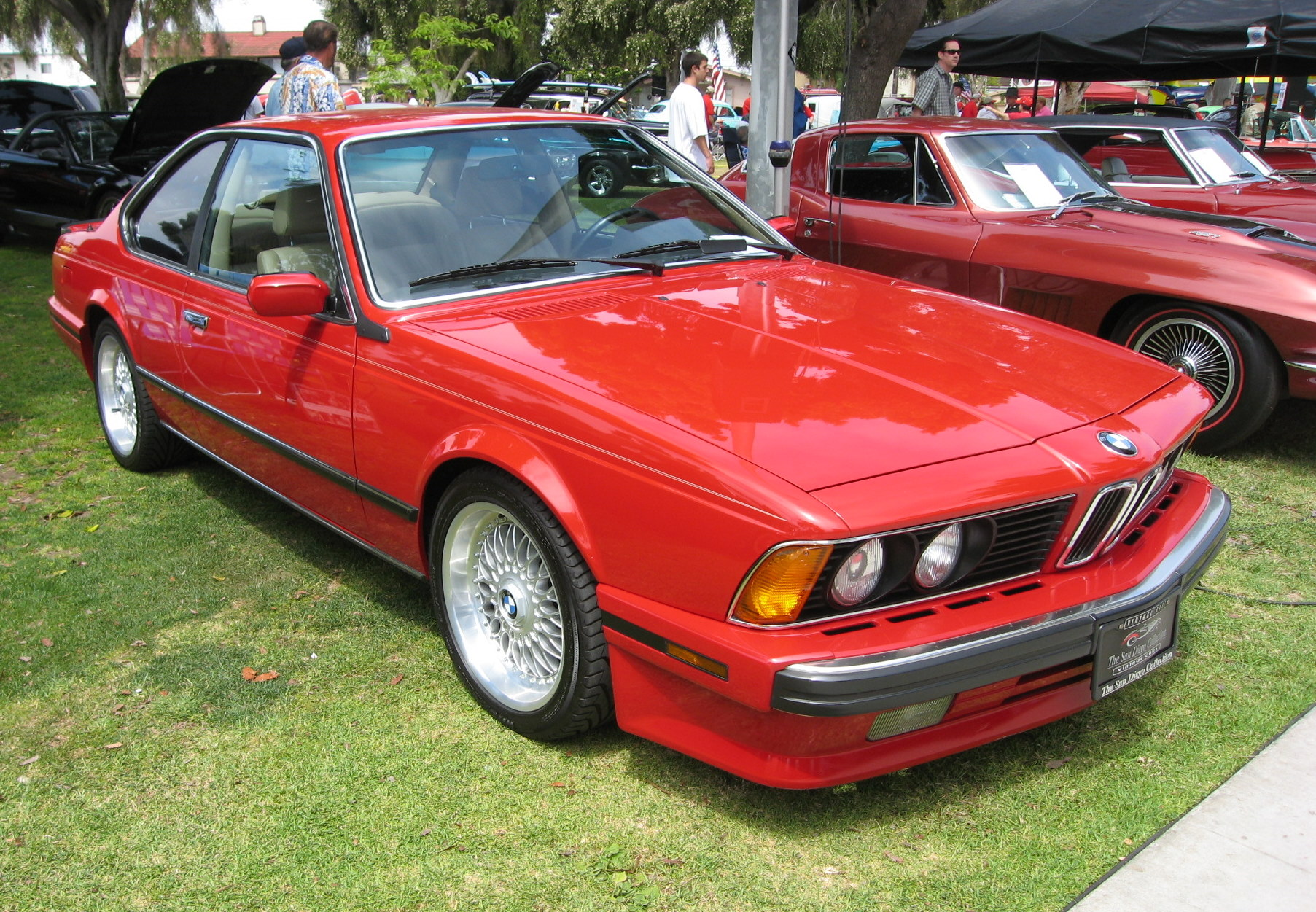
Una M6 americana

Il debutto del marchio M (da decenni sinonimo di sportività per la Casa di Monaco di Baviera) su una Serie 6 avvenne durante gli anni ottanta: in Europa, nel 1983 si ebbe infatti l'avvento della BMW M635 CSi, equipaggiata con una variante leggermente più spinta del motore da 3453 cm³, che in questo caso raggiungeva fino a 286 CV, garantendo così una velocità massima di 240 km/h ed uno scatto di 6"4 per raggiungere i 100 km/h con partenza de fermo. Non si trattava di una M6, ma solo nel nome. 

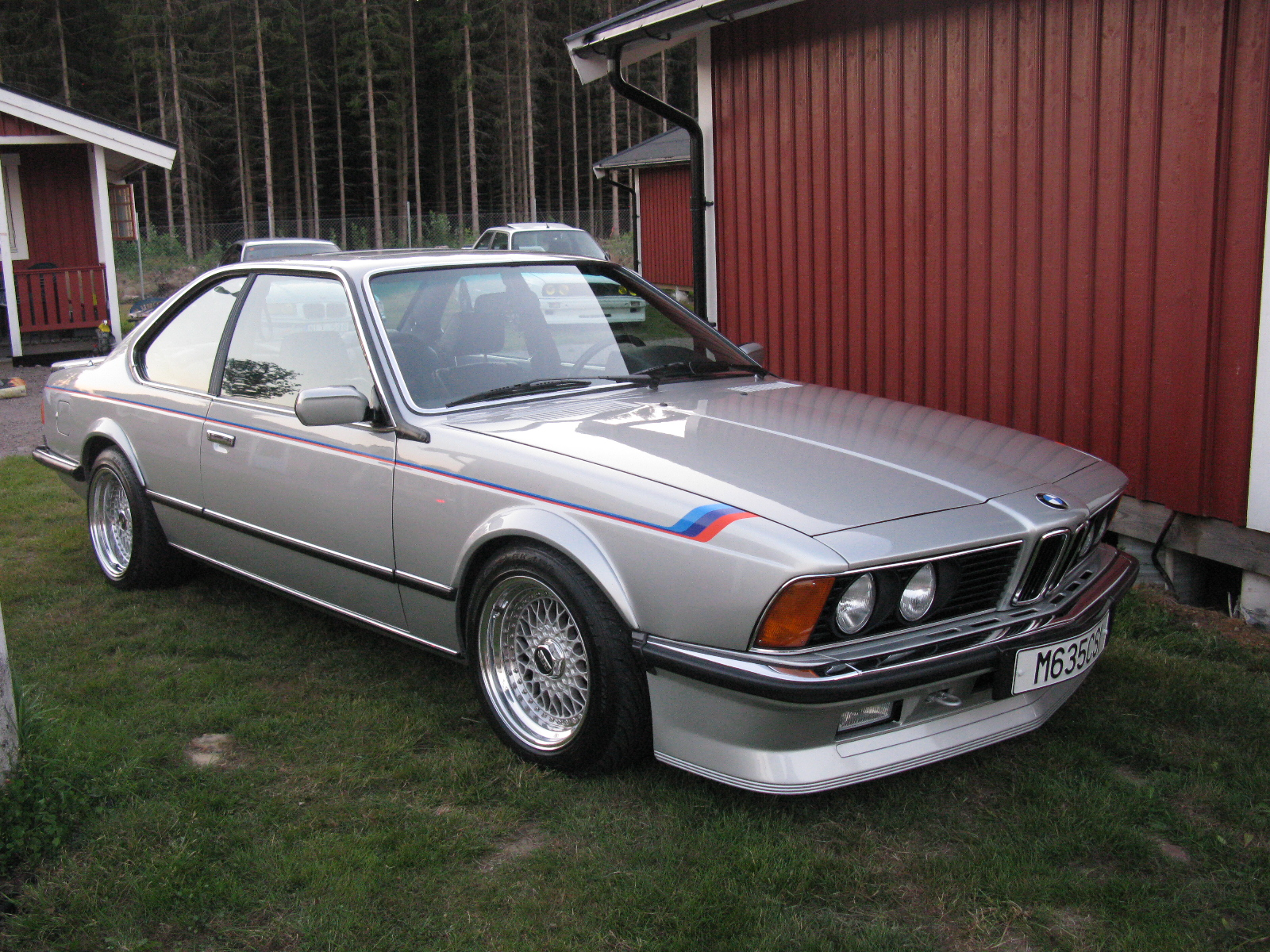
BMW M635 CSi

Infatti, nel 1987, la M635 CSi venne introdotta anche nel mercato statunitense, ma con la denominazione M6. Si trattò di fatto della prima volta che tale denominazione venne utilizzata, ma a causa delle restrittive leggi antinquinamento vigenti già all'epoca negli Stati Uniti, la potenza massima venne ridotta a 256 CV, tra l'altro con l'aggiunta di un catalizzatore, per cui alla fine dei conti la versione europea, che non poteva fregiarsi della prestigiosa denominazione, era di fatto più prestante di quella che fu la prima M6 della storia. Ma nonostante la versione catalizzata da 256 CV fosse prevista per il mercato nordamericano (anche per il Canada), si ha notizia di 538 esemplari di M635 CSI catalizzate che hanno calcato il suolo europeo.
Quest'ultima, si distingueva esternamente dalla versione europea per i paraurti a norma americana (optional per la M635 CSi).
Alla M6 d'oltreoceano si sarebbe poi aggiunta la L6, ossia una M6 con allestimento particolarmente ricco e lussuoso.
La produzione della M6 e della M635 CSi si concluse nel 1989 con una produzione complessiva di 5.855 esemplari (di cui 1.767 destinati al mercato nordamericano).
Negli Stati Uniti, la M6 fu inclusa tra le 10 auto più prestanti tra quelle commercializzate oltreoceano.

## Le M6 E63 ed E64
Dopo una pausa di dieci anni, durante i quali il ruolo di coupé di lusso ad alte prestazioni fu affidato alla 850 CSi, e di altri quattro anni durante i quali non vi fu praticamente alcuna coupé di fascia alta nel listino BMW, nel 2003 venne lanciata la nuova Serie 6, contraddistinta dalla sigla E63 (E64 per la Cabrio, lanciata qualche mese dopo). Sulla base di questo nuovo modello, al Salone di Francoforte del 2005 avvenne il debutto della nuova generazione della M6, stavolta destinata anche al mercato europeo. Caratterizzata dallo stile tutto spigoli e curve tipico di Chris Bangle, stile che peraltro era chiaramente visibile anche nelle normali Serie 6, la nuova M6 era stata prodotta anch'essa sia come coupé che come cabriolet, e nasceva sul pianale della berlina M5 E60, della quale manteneva la quasi totalità della meccanica, a partire dal propulsore, un V10 da 4999 cm³ conosciuto con la sigla S85 ed in grado di sviluppare una potenza massima di 507 CV. Grazie a tale propulsore, che includeva fra i suoi pregi anche svariate soluzioni riprese dall'esperienza in Formula 1, la velocità massima raggiungeva i 250 km/h, ma senza l'intervento del limitatore elettronico si sarebbero potute toccare velocità più elevate. Lo scatto da 0 a 100 km/h veniva invece consumato in 4"7. Per quanto riguarda il resto del comparto meccanico, quasi tutto era ripreso pari pari dalla contemporanea M5. Cambiavano solo la misura del passo, accorciato di 11 cm, l'ausilio di molle elicoidali più dure e di barre antirollio di maggior diametro. In generale, quindi, è stato scelto di conferire una caratterizzazione più sportiva alla vettura. Per quanto riguarda la trasmissione, essa si avvaleva di un cambio robotizzato SMG II a 7 rapporti, esattamente come nella berlina, ed allo stesso modo della versione a quattro porte erano presenti anche dei poderosi cerchi da 19 pollici con gommatura differenziata tra avantreno e retrotreno: 255/40 ZR19 anteriormente e 285/35 ZR19 posteriormente. La sola differenza per quanto riguardava i cerchi stava nel disegno di questi ultimi, che nel caso della M6 erano a cinque razze sdoppiate. Tra le altre particolarità della vettura va senz'altro segnalato il dispositivo di launch control, ossia un dispositivo che se azionato predispone motore e telaio per le accelerazioni da fermo e consente quindi di assaporare l'esuberanza del potente motore V10 e dei suoi 507 CV. A tutela del pilota e degli altri occupanti, la M6 era ovviamente dotata di tutti i più raffinati dispositivi di ausilio alla guida e di sicurezza attiva e passiva: ABS, ESP, DSC, ecc.
Esteriormente, oltre che per i già citati cerchi da 19", la M6 del 2005 si riconosceva dalle contemporanee Serie 6 per le prese d'aria maggiorate sul paraurti anteriore, per le profilature specifiche lungo le fiancate e per i quattro terminali di scarico che fuoriescono dal paraurti posteriore, anch'esso ridisegnato per poterli ospitare. Presente anche il logo M6 su parafanghi anteriori e coda.
La produzione delle M6 E63 ed E64 è terminata nell'estate del 2010: ne sono stati prodotti 14.143 esemplari, di cui 9.087 coupé e 5.056 cabriolet.

## Le M6 F12, F13 ed F06
Al Salone di Ginevra del 2012, viene lanciata la nuova generazione dell'M6, da principio sia come coupé che come cabriolet: come nelle precedenti generazioni, la base meccanica rimane quella della M5 in produzione al momento, in questo caso la generazione F10 della berlina tedesca. Come l'arrivo di quest'ultima ha sancito il debutto di un motore sovralimentato sotto il cofano motore, così anche la nuova M6 monta lo stesso propulsore, a sua volta derivato strettamente da quello che equipaggia le SUV X5 M e la X6 M. Si tratta di un V8 da 4395 cm³ con doppia sovralimentazione ottenuta mediante due turbocompressori twin-scroll. Grazie ad altri numerosi accorgimenti, questo motore raggiunge una potenza massima di 560 CV compresi tra 6000 e 7000 giri/min. Nonostante un peso a vuoto che sfiora le due tonnellate (e che le supera, nel caso della cabriolet), la nuova M6 riesce a raggiungere agevolmente i 250 km/h, lo scatto da 0 a 100 km/h viene coperto in 4"2. Tra gli optional è previsto anche il cosiddetto M Driver's Package, consistente in un corso di guida sicura e nello spostamento del limitatore di velocità, da 250 a 305 km/h. Nella nuova M6, la parte telaistica è stata progettata nuovamente e realizzata ex-novo, soprattutto le sospensioni, regolabili elettronicamente ed anche mediante appositi comandi, ed i freni Compound. Altri optional previsti sono dei dischi freno in carboceramica: si tratta della prima volta in assoluto che una BMW marchiata M offre la possibilità di avere questo tipo di freni. Per quanto riguarda la trasmissione, la M6 monta un cambio a doppia frizione DKG a 7 rapporti (in tedesco, DKG sta per Doppelkupplung Getriebe = Cambio a doppia frizione). Specifico è anche il differenziale attivo M che distribuisce la coppia motrice tra le due ruote del retrotreno.
Esternamente, la M6 riprende il corpo vettura delle ultime Serie 6 firmate da Adrian van Hooydonk (sigle di progetto: F12 per la cabriolet ed F13 per la coupé), ma con passaruota bombati e paraurti ridisegnati e con prese d'aria specifiche per raffreddare il poderoso motore ed i dischi freno. Come nella precedente M6 sono presenti anche i quattro terminali di scarico, oramai un marchio di fabbrica per tutte le BMW griffate con la M di Motorsport. Completano il quadro i nuovi cerchi in lega da 19 pollici ed un nuovo tetto a doppia gobba in fibra di carbonio. La gommatura è simile a quella della precedente M6, ma il battistrada è più largo di un centimetro sui entrambi gli assi.
Al suo debutto, la gamma della nuova M6 è stata resa più interessante con l'arrivo della versione Competition, nella quale il motore viene portato a 575 CV.
Presso il salone di Detroit del 2013 la casa bavarese ha messo in commercio una nuova versione della M6, denominata M6 Gran Coupé (sigla di progetto: F06). Essa trae spunto sia dal modello F12 che dall F13. Meccanicamente presenta un motore V8 4.4 biturbo in grado di erogare 560 CV a 6.000 giri/minuto e 680 Nm di coppia partire dai 1.500 giri/minuto. Questa configurazione le permette un'accelerazione da 0 a 100 km/h in 4,2 secondi, con velocità massima non autolimitata a 305 km/h. Aerodinamicamente, i paraurti sono stati allargati, è stato introdotto un nuovo kit di minigonne e sono stati aggiunti quattro scarichi posteriori. Il tetto, per contenere il peso, è stato realizzato in fibra di carbonio, mentre le ruote sono state ridisegnate.
Nel 2015 la versione Competition viene portata a 600 CV, con un aumento leggero delle prestazioni, mentre nella primavera del 2018, l'intera gamma M6 viene cancellata dal listino.

## Versioni speciali

### BMW M6 Safety Car MotoGP
Nel 2012, la BMW ha deciso di fornire una M6 come vettura di sicurezza per le gare della MotoGP in sostituzione della precedente BMW Serie 1 M Coupé. La vettura, che si presenta invariata dal punto di vista meccanico, è stata dotata di splitter anteriore, ala posteriore fissa, livrea della BMW Motorsport e lampeggianti d'ordinanza. L'auto inizierà il suo impiego a partire dalla 24 Ore del Nürburgring del 2012.